# Norodom Jenna
Jenna Norodom (khm. នរោត្តម ជេនណា trl. Nôroŭttâm Chénna; ur. 1 marca 2012 w Paryżu) – kambodżańska księżniczka, aktorka dziecięca, piosenkarka, tancerka i modelka, znana również jako księżniczka Jenna Norodom, jest członkinią kambodżańskiej rodziny królewskiej. Jej oficjalny tytuł brzmi: (khm. អ្នកអង្គម្ចាស់ក្សត្រិយ៍ នរោត្ដម ជេនណា trl. Neak Ang Mchas Ksatrey Norodom Jenna pol. dosł. Jej Królewska Wysokość Księżniczka Norodom Jenna).

## Życiorys
Urodziła się 1 marca 2012 w Paryżu we Francji. Jej rodzicami są księżniczka Norodom Bophary i francuski biznesmen. Jej starszą siostrą jest księżniczka Norodom Emma. Księżniczka Jenna jest prawnuczką byłego króla Norodoma Sihanouka. 
W roku 2015 razem z rodziną przeniosła się z Francji do Kambodży.
Zadebiutowała muzycznie 13 stycznia 2021 roku albumem studyjnym w języku khmerskim zatytułowanym „Jenna Norodom”.
Księżniczka rozpoczęła karierę artystyczną w młodym wieku, zyskując ogromną popularność wśród mieszkańców Kambodży. Pełni także funkcję ambasadorki dobrej woli i reprezentuje wiele znanych rodzimych marek. Księżniczka Jenna włada płynnie pięcioma językami: khmerskim, tajskim, chińskim, angielskim i francuskim.

## Filmografia

### Serial
| Rok  | Tytuł                           | Rola | Stacja telewizyjna | Uwagi | Przy. |
| ---- | ------------------------------- | ---- | ------------------ | ----- | ----- |
| 2020 | Tep Thida Pkol Meas (ទេពធីតាព្កុលមាស) |      | CTN                |       | [ 8 ] |
| 2021 | Golden Kingdom (នគរមាស)          |      | CTN                |       | [ 8 ] |

### Filmy
| Rok  | Tytuł                                  | Rola   | Uwagi | Przy. |
| ---- | -------------------------------------- | ------ | ----- | ----- |
| 2006 | The Night Curse of Reatrei (បណ្ដាសានាងរាត្រី) | Gechly |       | [ 9 ] |

## Dyskografia

### Album
| Data wydania     | Tytuł                       | Wytwórnia         | Uwagi                              | Przy. |
| ---------------- | --------------------------- | ----------------- | ---------------------------------- | ----- |
| 13 stycznia 2021 | „Jenna Norodom” (នរោត្តម ជេនណា) | NCJ Empire Studio | Na albumie znalazło się 13 utworów | [ 6 ] |

## Ambasadorka
- Królewski ambasador marki Cellcard Telecommunications Company w Kambodży[10]
- Królewski ambasador marki Marie Regal w Indonezji[11]
- Królewski Ambasador marki R&F Properties w Chinach[12]
- Królewski Ambasador Kambodżańskiej Federacji Tańca Sportowego[13]
- Honorowa Ambasadorka konkursu Miss Cosmo Cambodia 2025[14]

## Nagrody i nominacje
| Rok  | Ceremonia                               | Kategoria              | Nominowany                 | Rezultat | Przy.  |
| ---- | --------------------------------------- | ---------------------- | -------------------------- | -------- | ------ |
| 2024 | Kambodżańsko-Azjatycki Festiwal Filmowy | Najlepsza Nowa Aktorka | The Night Curse of Reatrei | Wygrana  | [ 15 ] |